# Байнвиль-ам-Зе
Байнвиль-ам-Зе (нем. Beinwil am See) — коммуна в Швейцарии, в кантоне Аргау.
Входит в состав округа Кульм.  Население составляет 2720 человек (на 31 декабря 2007 года). Официальный код  —  4131.

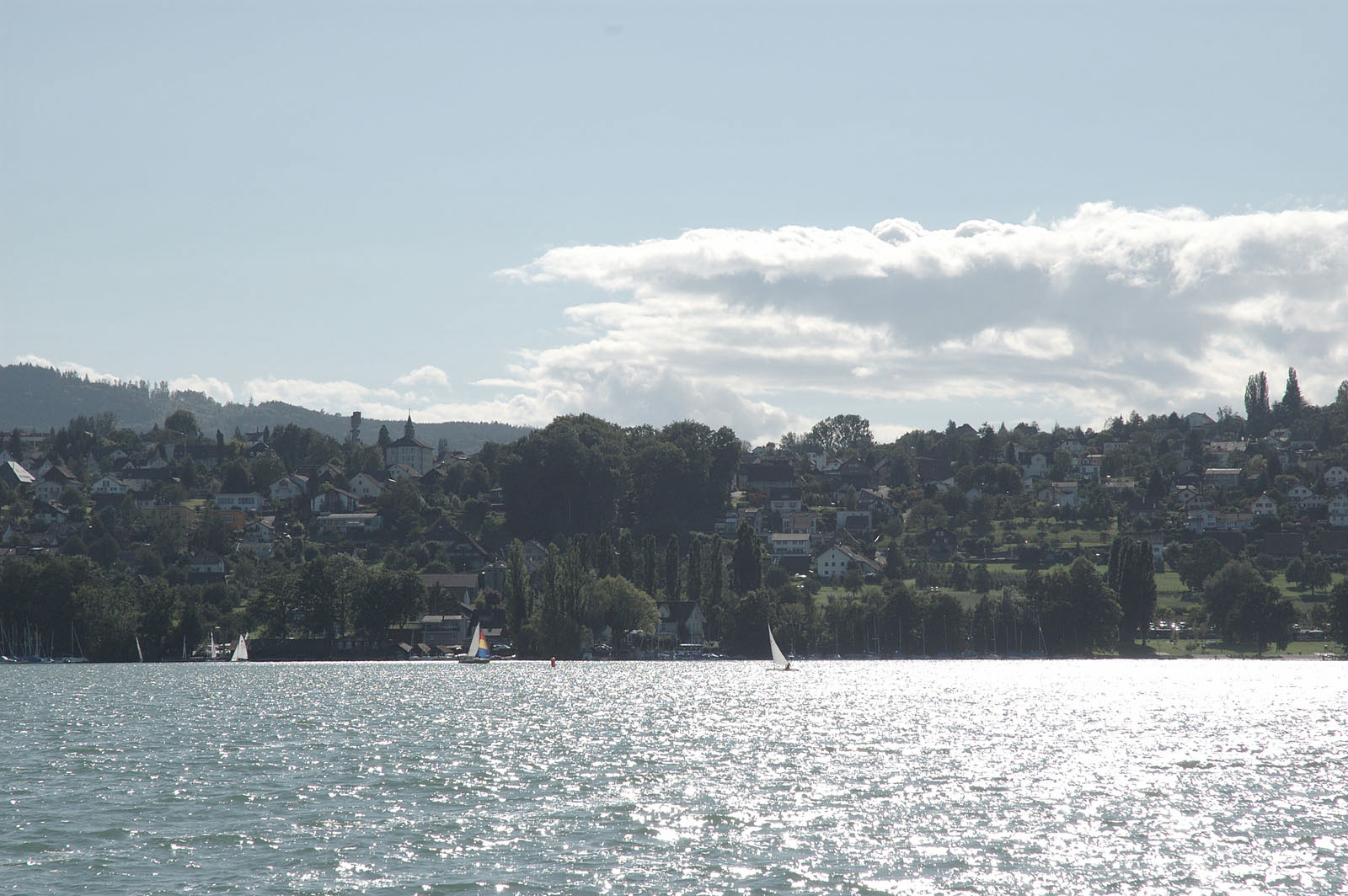
Байнвиль-ам-Зее